# Nazàrovo
|  | Per a altres significats, vegeu «Nazàrovo (Vladímir)». |

Nazàrovo - Назарово (rus) - és una ciutat del krai de Krasnoiarsk, a Rússia. Es troba a la vora esquerra del riu Txulim, un afluent de l'Obi, a 158 km a l'oest de Krasnoiarsk. La localitat fou fundada el 1700 i prengué el nom del primer habitant, el cosac Nazaria Patiukova. El 1786 el poble ja tenia quinze famílies. Serví durant el segle xix com un lloc d'exili. El 1888 s'hi descobrí jaciments de lignit. Després de la Segona Guerra Mundial començà l'extracció de lignit a gran escala, i s'hi construí també una central tèrmica. El 1961 Nazàrovo obtingué l'estatus de ciutat.
| 1959   | 1970   | 1979   | 1989   | 2002   | 2010   | 2012   | 2015   |
| ------ | ------ | ------ | ------ | ------ | ------ | ------ | ------ |
| 29 689 | 44 173 | 53 696 | 64 350 | 56 539 | 53 817 | 52 154 | 51 069 |